# Deutscher Wetterdienst

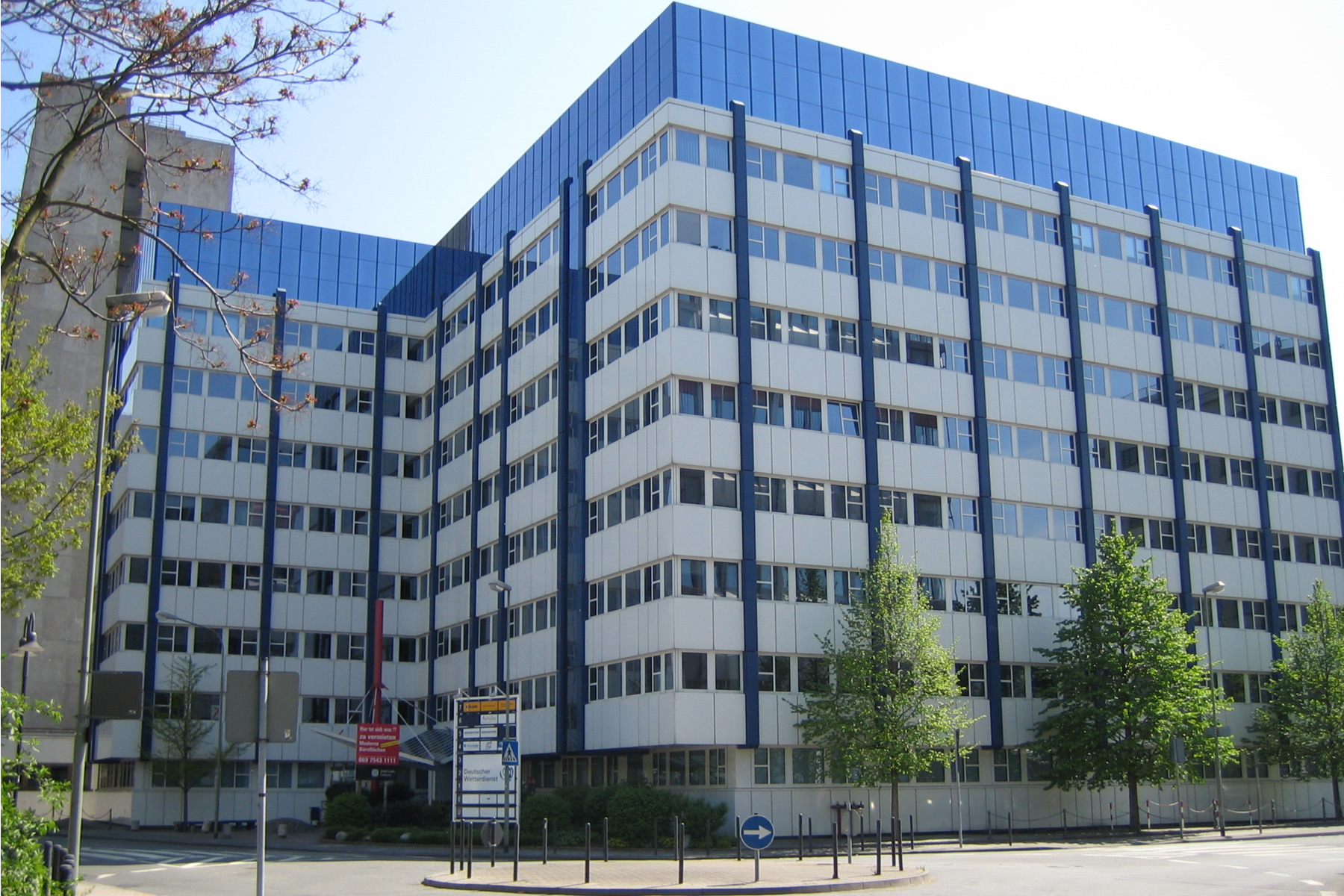
La sede centrale di DWD ad Offenbach

Deutscher Wetterdienst (DWD) è il servizio meteorologico ufficiale nazionale della Germania. La sede centrale è ubicata ad Offenbach, in Assia, che comprende anche la Biblioteca Meteorologica Tedesca; nel rimanente territorio nazionale sono presenti anche sei sedi distaccate periferiche con rispettive ubicazioni ad Amburgo, Essen, Lipsia, Monaco di Baviera, Potsdam e Stoccarda.

## Storia
Fondato nel 1952 grazie alla fusione di preesistenti servizi meteorologici presenti in territorio tedesco, l'ente è entrato a far parte dell'organizzazione meteorologica mondiale nel 1954 e, nel 1990, ha incorporato anche il preesistente servizio meteorologico della Repubblica Democratica Tedesca.
Presso la sede centrale del servizio meteorologico tedesco, il 15 luglio 2005 è stato inaugurato il Parco Meteorologico di Offenbach.

## Organizzazione

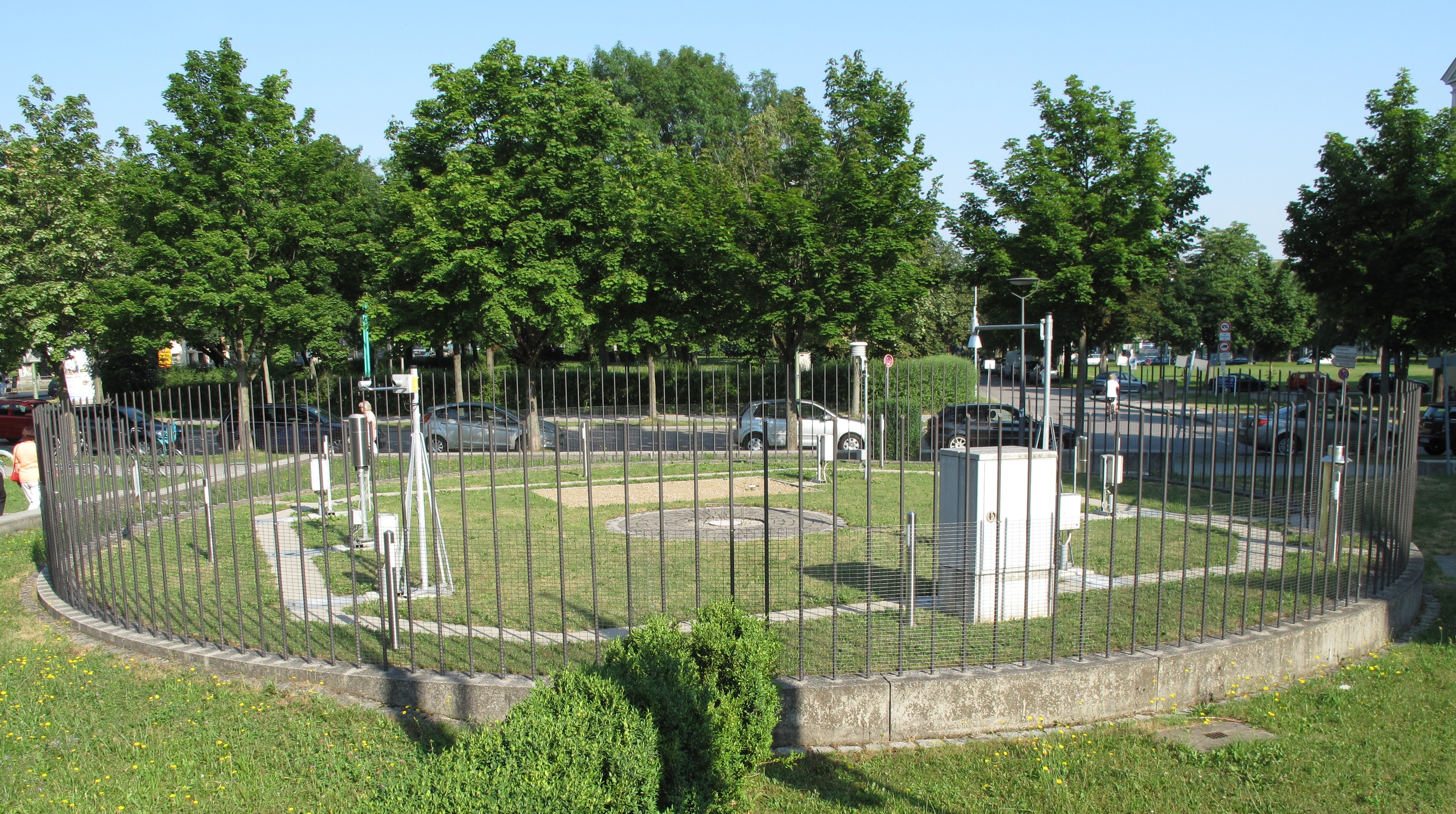
La stazione meteorologica di Monaco di Baviera

Deutscher Wetterdienst è un ente dotato di capacità giuridica parziale di istituzione pubblica nell'ambito del BMVI, il Ministero Federale dei Trasporti e delle Infrastrutture Digitali, in base alla legge sul Servizio Meteorologico Tedesco.
I compiti principali sono quelli del monitoraggio e dello studio meteorologico e climatico della Germania e di conservazione e gestione dell'archivio meteorologico e climatico nazionale che è custodito all'interno della biblioteca assieme ad altre pubblicazioni provenienti dal resto del mondo.
La rete di stazioni meteorologiche ufficiali conta attualmente 111 stazioni automatiche e 70 stazioni presidiate da personale qualificato attive 24 ore su 24 nell'intero territorio nazionale tedesco, alle quali vanno aggiunte circa 1850 stazioni gestite da personale volontario che offrono al servizio meteorologico tedesco ulteriori dati per il monitoraggio meteorologico e climatico.